# Kevin Schmidt (Eishockeyspieler)
Kevin Schmidt (* 14. Februar 1986 in Markham, Ontario) ist ein ehemaliger deutsch-kanadischer Eishockeyspieler, der im Verlauf seiner aktiven Karriere zwischen 2005 und 2024 unter anderem annähernd 380 Spiele für die Hamburg Freezers und Iserlohn Roosters in der Deutschen Eishockey Liga (DEL) auf der Position des Verteidigers bestritten hat. Darüber hinaus absolvierte Schmidt über 150 weitere Partien in der Erste Bank Eishockey Liga (EBEL) bzw. ICE Hockey League.

## Karriere
Schmidt, dessen Vater Horst gebürtig aus Stuttgart stammt und mit seinen Eltern als Säugling nach Kanada auswanderte, begann seine Karriere als Eishockeyspieler bei den St. Michael’s Buzzers, für die er von 2002 bis 2005 in der Ontario Junior Hockey League (OJHL) aktiv war. Anschließend besuchte der Verteidiger vier Jahre lang die Bowling Green State University, für deren Eishockeymannschaft er parallel in der National Collegiate Athletic Association (NCAA) spielte. In der Saison 2009/10 gab der Verteidiger für die Wheeling Nailers aus der ECHL sein Debüt im professionellen Eishockey. In 50 Spielen erzielte er dabei 30 Scorerpunkte, darunter sieben Tore. In der Saison 2010/11 spielte der Kanadier mit deutscher Staatsangehörigkeit für die Hannover Indians in der 2. Eishockey-Bundesliga. Dort konnte er ebenfalls überzeugen und erzielte in 48 Spielen insgesamt 35 Scorerpunkte, davon elf Tore.
Zur Saison 2011/12 wurde Schmidt von den Hamburg Freezers aus der Deutschen Eishockey Liga (DEL) verpflichtet. Obwohl Schmidt einen Vertrag bis 2017 besaß, kam im Mai 2016 in Hamburg das Aus, als die Freezers keine Lizenz für die Saison 2016/17 beantragten. Ende Juni wurde er als Neuzugang beim Dornbirner EC aus der österreichischen Erste Bank Eishockey Liga (EBEL) vorgestellt. Zur Saison 2017/18 wechselte Schmidt in die Deutsche Eishockey Liga zurück und wurde von den Iserlohn Roosters unter Vertrag genommen.
Zwischen 2019 und 2021 spielte Schmidt beim EC VSV in der EBEL, ehe er im Sommer 2021 vom EC Bad Nauheim aus der DEL2 verpflichtet wurde. Dort beendete der 38-Jährige, der im Frühjahr 2022 als DEL2-Verteidiger des Jahres ausgezeichnet worden war, nach der Saison 2023/24 seine aktive Karriere.

## Erfolge und Auszeichnungen
- 2022 DEL2-Verteidiger des Jahres[7]

## Karrierestatistik
(Legende zur Spielerstatistik: Sp oder GP = absolvierte Spiele; T oder G = erzielte Tore; V oder A = erzielte Assists; Pkt oder Pts = erzielte Scorerpunkte; SM oder PIM = erhaltene Strafminuten; +/− = Plus/Minus-Bilanz; PP = erzielte Überzahltore; SH = erzielte Unterzahltore; GW = erzielte Siegtore; 1 Play-downs/Relegation; Kursiv: Statistik nicht vollständig)